# Junta de Poblaciones del Reino de Chile
La Junta de Poblaciones del Reino de Chile fue una institución creada por la monarquía española para proyectar la creación de poblaciones en la Capitanía General de Chile y llevarlas a ejecución, encargándose de tomar las medidas necesarias para la subsistencia de esos pueblos. Una primera junta funcionó entre 1717 y 1723, retomándose el proyecto en 1744 con una nueva composición, que funcionó entre 1745 y 1758, cuando dejó de sesionar hasta 1775. Aunque posteriormente sus funciones fueron asumidas por los gobernadores, la junta no fue disuelta y sus medidas continuaron siendo aplicadas hasta el final del dominio español en Chile.

## Antecedentes
Luego de la destrucción de las siete ciudades ubicadas al sur del río Biobío que siguió a la Batalla de Curalaba en 1598, los núcleos urbanos que continuaron existiendo en Chile fueron: Santiago (cabecera del Corregimiento de Santiago), Concepción (cabecera del Corregimiento de La Concepción), La Serena (cabecera del Corregimiento de Coquimbo), Chillán (cabecera del Corregimiento de Chillán), Valparaíso (cabecera del Gobierno de Valparaíso), Castro (cabecera del Gobierno de Chiloé), Mendoza (cabecera del Corregimiento de Cuyo), San Juan y San Luis (las tres últimas en Cuyo). Las ciudades destruidas no fueron reconstruidas ni se realizaron nuevas fundaciones hasta el siglo XVIII, excepto Valdivia que fue repoblada en 1645 y quedó bajo la dependencia del virrey del Perú como cabecera del Gobierno de Valdivia.
Luego de realizar en 1699 una visita pastoral a varias regiones de su diócesis, el obispo de Santiago de Chile Francisco de Puebla González propuso un plan para aglutinar a la población rural de cada curato de su obispado en villas que permitieran una mejor evangelización y administración de justicia. El rey aprobó el plan y ordenó su ejecución por real cédula del 26 de abril de 1703, pero los gobernadores no lo llevaron a la práctica. Su sucesor en el obispado, Luis F. Romero propuso al rey en 1710 la fundación de pueblos de españoles en los valles de Aconcagua, Quillota, Chimbarongo y Talca.

## Primera Junta de Poblaciones
Los esfuerzos infructuosos por aumentar el número de pueblos de españoles y de indígenas en Chile en el siglo XVII llevaron a la corona a pensar en crear instituciones y funcionarios especializados para lograrlo. El 10 de noviembre de 1709 una real cédula mandó crear una junta para planificar la reducción en pueblos de los indígenas de Cuyo, la cual debía ser presidida por el gobernador y capitán general e integrada por el fiscal y los oidores de la Real Audiencia. El 11 de marzo de 1713 otra real cédula insistió en la creación de la junta, pero mandando se creasen pueblos de españoles en Chile de acuerdo al plan del obispo Romero, encomendando a la junta que examinará el plan y lo llevase a la práctica si lo estimase conveniente. La junta fue creada el 4 de junio de 1717 por el gobernador interino de Chile, José de Santiago Concha y Salvatierra, presidiéndola el obispo de Santiago, mientras que el gobernador debía aplicar las medidas que ella dispusiese.
La junta dispuso el 4 de julio de 1717 la fundación de la Villa de San Martín de la Concha del Valle de Quillota (cabecera del Corregimiento de Quillota), procediéndose a la fundación el 11 de noviembre de 1717, ordenando el gobernador la formación de un cabildo de ciudad con dos alcaldes ordinarios y seis regidores (entre ellos el alcalde provincial, el alguacil mayor y el alférez real).
Ese mismo año asumió el gobierno de Chile Gabriel Cano y Aponte, quien debió afrontar la Rebelión Mapuche de 1723, que se prolongó hasta febrero de 1726, por lo que la junta de poblaciones ya no volvió a funcionar.

## Fundaciones de Manso de Velasco
A partir de 1739 el gobernador y capitán general José Antonio Manso de Velasco, conde de Superunda, comenzó a fundar villas con un proyecto propio sin reactivar la Junta de Poblaciones. Buscaba disminuir el poder de los encomenderos y de algunas órdenes religiosas que daba lugar a abusos contra los indígenas, que se rebelaban. El 26 de mayo de 1739 fue fundada la Villa de Los Ángeles y le siguió San Felipe el Real el 3 de agosto de 1740, cabecera del Corregimiento de Aconcagua desde 1770. En 1742 fundó: el 9 de mayo la Villa de Nuestra Señora de las Mercedes de José de Manso del Tutuvén (llamada Cauquenes desde 1826), cabecera del Corregimiento de Cauquenes; el 12 de mayo la Villa de San Agustín de Talca, cabecera del Corregimiento de Maule; el 17 de mayo la Villa de San Fernando de Tinguiririca, cabecera del Corregimiento de Colchagua; y el 11 de octubre la Villa de San José de Logroño (Melipilla), cabecera del Corregimiento de Melipilla. En 1743 fundó la Villa Santa Cruz de Triana (que continuó siendo conocida por el nombre indígena de Rancagua) el 5 de octubre, cabecera del Corregimiento de Rancagua; y la Villa de San José de Buenavista de Curicó el 9 de octubre. El 8 de diciembre de 1744 fundó San Francisco de la Selva (Copiapó), cabecera del Corregimiento de Copiapó. Todas las villas debían tener cabildos compuestos de un alcalde ordinario y 4 regidores (entre ellos el alcalde provincial y el alguacil mayor), pero la mayoría de ellos fueron suprimidos por el gobernador Domingo Ortiz de Rozas y no fueron repuestos hasta fines del siglo. En 1750 el fiscal de la Audiencia dictaminó que las nuevas fundaciones no los tuvieran.

## Segunda Junta de Poblaciones
La segunda Junta de Poblaciones del Reino de Chile fue creada por el rey Felipe V de España mediante una real cédula del 5 de abril de 1744, para examinar los proyectos de creación de poblaciones en el territorio del Obispado de Santiago de Chile y ponerlos en ejecución.
La real cédula dispuso que presidiera la junta el gobernador y la integraran: el obispo de Santiago y un canónigo de su cabildo eclesiástico, un oidor y el fiscal de la Audiencia, un oficial real, un regidor del Cabildo de Santiago de Chile. Si el pueblo a crearse era un pueblo de indios, se agregaba a la junta el provincial de la Compañía de Jesús.
La misma real cédula creó una junta similar en el territorio del Obispado de Concepción, con la diferencia que en vez de un canónigo la integraba un sacerdote jesuita y debía presidirla el corregidor de Concepción. Esta junta no se constituyó hasta el 29 de enero de 1765.
Para estimular el poblamiento de las nuevas poblaciones encargadas a la junta, el rey dispuso que los primeros españoles que se constituyeran en vecinos adquirirían los cargos de regidores de sus cabildos y elevaba a la nobleza a quienes contribuyeran con sus recursos a las fundaciones. Los indígenas que se redujeran a vivir en los nuevos pueblos quedarían exentos del servicio personal y de los tributos, concediéndose distinciones a los caciques. El rey dispuso también la venta de seis títulos de nobleza (conde o marqués) por parte del gobernador y premios por cada población que fundara.
Entre las atribuciones que la real cédula confería a la junta se hallaban las de elegir los lugares para las fundaciones que decidiera realizar, administrar las erogaciones necesarias y tomar las medidas para el fomento de las poblaciones.
Cuando el gobernador Manso de Velasco recibió la real cédula en 1745 le dio ejecución nombrando como integrantes de la junta: al oidor Martín de Recabarren, al deán de la catedral de Santiago, José de Toro Zambrano, al contador Francisco de la Sota y al regidor Blas de Baltierra. Para recompensar al exgobernador de Valdivia, Juan Navarro Santaella, por servicios a la Corona, el rey le permitió participar como integrante de cualquiera de las juntas, pero poco después debió retornar al cargo de gobernador y dejó de participar.
El 16 de marzo de 1745 la junta quedó constituida y se reunió para tratar dos proyectos de poblaciones, pero en una nueva reunión el 12 de mayo se dispuso no realizarlas y fomentar las nueve villas que habían sido creadas por el gobernador antes de la creación de la junta. Se propusieron diversas medidas de fomento y de concesión de privilegios para los habitantes de esas poblaciones, que fueron promulgadas por el gobernador el 29 de mayo. El gobernador mandó vender en Lima los 6 títulos de nobleza y devolvió al rey los premios que se le asignaban en consideración de que las poblaciones ya estaban fundadas al momento de recibir la real cédula. Por la venta de títulos se obtuvieron 80.000 pesos para el fomento de las poblaciones.
La siguiente reunión de la junta se produjo el 18 de mayo de 1746 con la presencia del nuevo gobernador, Domingo Ortiz de Rozas, tratándose la remisión de dinero por el virrey del Perú para las 9 villas creadas por su antecesor y la de Quillota. El 4 de junio de 1746 hubo una nueva reunión disponiéndose la adquisición de hierro en Buenos Aires y el establecimiento de su jurisdicción judicial en las nuevas villas que se fundasen. 
Cuando el nuevo rey Fernando VI recibió la información sobre lo actuado por la junta, lo aprobó y mandó que no se descuidasen los pueblos de indios y se creasen otros nuevos. En la sesión del 21 de marzo de 1748 se acordó las fundaciones a realizarse en el Corregimiento de Cuyo: Corocorto, Lagunas, y Valle de San José de Jáchal. El 20 de octubre de 1749 se volvió a tratar el tema. El 11 de marzo de 1751 se dispuso que los pobladores indígenas y españoles de los valles de Pismanta y Calingasta se concentrasen en el pueblo de San José de Jáchal, procurándose hacer lo mismo con los indígenas de Mogna (Mukina) y Ampacama. Juan de Echegaray fue nombrado juez de esas poblaciones.
La fundación de poblaciones fue reactivada con la creación de la Villa San Antonio Abad de Quirihue en 1749, como cabecera del Corregimiento de Itata; Villa Jesús de Coelemu, en 1750; Villa San José de Jáchal, el 25 de junio de 1751 (en Cuyo), bajo la jurisdicción del cabildo de San Juan, y el pueblo de indios de Santa Bárbara de Móquina (Mogna) establecido en 1752 con los indígenas de Ampacama y Mukina que no quisieron reducirse a San José de Jáchal. 

## Las poblaciones voluntarias
Mediante un auto de la junta del 20 de septiembre de 1752 se decidió realizar nuevas fundaciones, supeditándolas a que fueran solicitadas por los pobladores voluntariamente, a quienes se les permitiría elegir los sitios de fundación de las poblaciones que para ello serían expropiados. Las solicitudes para crear una población debían ser hechas por al menos 10 hombres casados, requisito estipulado en la Recopilación de Leyes de Indias de 1680. Esas poblaciones carecían de financiamiento oficial, por lo que los solicitantes debían acreditar bienes que asegurasen la viabilidad de la fundación. A diferencia de las villas anteriormente fundadas, que en su mayoría eran cabeceras de corregimientos, las nuevas poblaciones serían sufragáneas.
El auto de la Junta establecía que para la Provincia de Cuyo se fundaran en la jurisdicción de San Luis: un pueblo en el paraje Pulgas, otro en las inmediaciones de la capilla de Renca, y otro en el paraje las Tablas. En la jurisdicción de Mendoza mandaba formalizar los pueblos de Corocorto y de las Lagunas y mandaba fundar otro en el Diamante, camino de Jaurua. En la jurisdicción de San Juan se mandaba formalizar los pueblos de Jáchal y Valle Fértil, pudiendo crearse otro en las lagunas de Guanacache si el obispo lo consideraba conveniente.
Entre las poblaciones fundadas a partir de 1752 con este sistema se hallan: Villa de San Javier de Loncomilla, el 18 de noviembre de 1752; Villa Santa Ana de Briviesca (Petorca), el 8 de abril de 1753; Villa de Santa Bárbara de la Reina de Casablanca, el 23 de octubre de 1753; Villa San Rafael de Rozas (Illapel) aprobada por el gobernador el 6 de junio de 1754; Villa de Santo Domingo de Rozas de La Ligua, el 21 de junio de 1754. En la jurisdicción de San Luis, a 8 leguas al sur del Fuerte Las Pulgas, fue fundada en 1753 la Villa de San Lorenzo Mártir sobre el pueblo indio de Los Manantiales de la Frontera, pero no logró subsistir.
Por diversas dificultades con los hacendados la junta no se reunió desde 1758 y una real cédula del 18 de octubre de 1760 autorizó al gobernador Manuel de Amat y Juniet para prescindir de ella si así le pareciese, por lo que dejó de sesionar hasta 1775. En ese período se fundó en 1765 la Villa de San Luis Gonzaga (Rere), que pasó a ser cabecera del nuevo Corregimiento de Rere.

## Intentos de fundaciones en Cuyo
En 1753 los pueblos en Cuyo dependientes de la Junta de Poblaciones tenían la siguiente población:
- Pueblo de Mogna (111 habitantes)
- Villa de San José de Jáchal (462 habitantes)
- Pueblo y valle de Uco (441 habitantes)
- Pueblo del Espíritu Santo San José de Corocorto (actual Villa Antigua de La Paz) (270 habitantes)
- Villa de San Lorenzo Mártir (pueblo indio de Los Manantiales de la Frontera) (47 habitantes)

En el mismo año se censó también los lugares en donde se pensaba concentrar la población en fundaciones:
- Jurisdicción de Mendoza:
  - Partido de la Asunción (Las Lagunas) (491 habitantes)
  - Valle de Uco (493 habitantes)
- Jurisdicción de San Juan:
  - Valle Fértil (297 habitantes)
- Jurisdicción de San Luis:
  - Pago de la Frontera (Morro) (255 habitantes)
  - Partido de Nuestra Señora de las Mercedes (198 habitantes)
  - Partido de Renca (939 habitantes)
  - Falda de Piedra Blanca (404 habitantes)

En 1776 la junta dispuso la fundación de San Agustín de Jáuregui en el paraje de las Tumanas en Cuyo, pero la creación ese año del Virreinato del Río de la Plata incluyendo a Cuyo, hizo que la fundación se postergara hasta 1788 y ya fuera de la jurisdicción de la Junta de Poblaciones. La formalización del pueblo del Espíritu Santo San José de Corocorto no fue formalizada hasta 1791.

## Fundaciones en la frontera del Biobío
El jesuita Joaquín de Villarreal presentó al rey el 22 de diciembre de 1752 un plan de fundación de 8 pueblos de vecinos armados y soldados entre los ríos Biobío y de La Laja como medio para contener a los mapuches. El rey aprobó la propuesta y mediante una real cédula del 8 de febrero de 1755 la mandó poner en práctica. En la ejecución del plan no participó la Junta de Poblaciones y fue llevado adelante por el gobernador Amat y Juniet con recursos de la Real Hacienda, fundándose 4 poblaciones: Fuerte de Santa Bárbara (en 1756, erigido en villa el 4 de julio de 1758); Villa del Nacimiento (el 20 de diciembre de 1756 en el lugar del reconstruido Fuerte de Nacimiento en 1749); San Rafael de Talcamávida (en 1756); y la Villa San Juan Bautista de Hualqui (24 de octubre de 1757), como cabecera del Corregimiento de Puchacay.

## Junta de Poblaciones de Concepción
El 29 de enero de 1765 el gobernador de Chile Antonio de Guill y Gonzaga puso en funcionamiento la Junta de Poblaciones de Concepción. Prescindiendo de la composición ordenada por la real cédula del 5 de abril de 1744, Guill y Gonzaga dispuso que la integraran: el corregidor de Concepción como presidente de la junta en representación del gobernador, el maestre de campo de la Frontera, el vicario general del Obispado de Concepción, el alcalde ordinario del Cabildo de Concepción y el rector de la Compañía de Jesús. De esa forma la junta tenía representación de los militares, eclesiásticos, cabildantes y religiosos, incluyéndose un particular como representante de los pobres.
Las atribuciones de esta junta eran menores que la de Santiago y el gobernador podía revocar sus resoluciones. Intervino en el traslado de la ciudad de Concepción, destruida por el terremoto del 25 de marzo de 1751, a su actual ubicación en el valle de la Mocha, lo que se realizó entre enero y marzo de 1765. Luego de eso no volvió a reunirse.  

## Fundaciones de O'Higgins
El gobernador Ambrosio O'Higgins retomó el plan de fundaciones establecido por la Junta de Poblaciones entre 1752 y 1755. En 1789 refundó Petorca, Illapel y La Ligua, que se habían casi despoblado. Luego mandó ejecutar las fundaciones de: Villa de San Ambrosio de Ballenary (Vallenar), el 5 de enero de 1789; Villa San Francisco de Borja de Combarbalá, el 30 de noviembre de 1789; Villa Santa Rosa de Los Andes, el 31 de julio de 1791; Villa San Ambrosio de Linares, el 23 de mayo de 1794; Villa de Nueva Bilbao de Gardoqui (Constitución), el 18 de junio de 1794; Villa Reina Luisa del Parral, en 1795. Se basó en las directivas fijadas por la Junta de Poblaciones el 20 de septiembre de 1752. El 13 de enero de 1796 fue repoblada la Villa de San Mateo de Osorno (cuyas ruinas fueron recuperadas el 22 de noviembre de 1792), que pasó a ser cabecera del nuevo Gobierno de Osorno.